# Lorik
Lorik ist ein männlicher Vorname, der insbesondere im albanischen Sprachraum verbreitet ist. Der Name erfreut sich seit dem späten 20. und frühen 21. Jahrhundert wachsender Beliebtheit, sowohl in Albanien als auch in der albanischen Diaspora, etwa im Kosovo, in Nordmazedonien, der Schweiz und Deutschland.

## Herkunft und Bedeutung
Der Name Lorik hat albanische Wurzeln. Die genaue Etymologie ist nicht eindeutig geklärt, allerdings wird er häufig mit dem Wort „lorë“ in Verbindung gebracht, das in einigen albanischen Dialekten „Spiel“ oder „Vergnügen“ bedeutet. Eine andere Theorie sieht einen Zusammenhang mit dem lateinischen „laurus“ (Lorbeer), was in vielen Kulturen ein Symbol für Sieg und Ehre ist. In diesem Fall könnte Lorik sinngemäß „der Geehrte“ oder „der Siegreiche“ bedeuten.

## Verbreitung
In den letzten Jahrzehnten hat der Name Lorik deutlich an Popularität gewonnen, insbesondere unter jungen albanischen Familien. Ein wichtiger Einflussfaktor war der bekannte kosovarisch-albanische Fußballspieler Lorik Cana, der als Kapitän der albanischen Nationalmannschaft große Bekanntheit erlangte. In der Folge wurde der Name zunehmend auch außerhalb des Balkans verwendet, etwa von in Westeuropa lebenden Albanern.

## Bekannte Namensträger
- Lorik Cana (* 1983), ehemaliger albanischer Fußballspieler und Kapitän der  Albanischen Nationalmannschaft. Er spielte unter anderem für Paris Saint-Germain, Olympique Marseille, Lazio Rom und Galatasaray.
- Lorik Emini (* 1999), kosovarisch-schweizerischer Fußballspieler, unter anderem aktiv beim FC Luzern